# Olmes García
Olmes García (Barranquilla, 21 ottobre 1992) è un calciatore colombiano, attaccante del Royal Pari.